# Caldeirão Grande
Caldeirão Grande là một đô thị thuộc bang Bahia, Brasil. Đô thị này có diện tích 495,837 km², dân số năm 2007 là 12866 người, mật độ 25,95 người/km².